# Sledgehammer Games
Sledgehammer Games è un'azienda produttrice di videogiochi con sede a Foster City in California, e facente parte degli Xbox Game Studios sotto Activision Blizzard.
Fondata nel 2009 da Glen Schofield e Michael Condrey, è celebre per aver sviluppato, assieme ad Infinity Ward, l'ottavo episodio del videogioco sparatutto in prima persona Call of Duty: Modern Warfare 3.

## Videogiochi
- Call of Duty: Modern Warfare 3 (2011)
- Call of Duty: Advanced Warfare (2014)
- Call of Duty: WWII (2017)
- Call of Duty: Vanguard (2021)
- Call of Duty: Modern Warfare III (2023)